# جامع جاجرم
جامع جاجرم (بالفارسية: مسجد جامع جاجرم) هو مسجد تاريخي يعود إلى القرن الرابع الهجري، ويقع في جاجرم.